# Eucereon xanthoperas
Eucereon xanthoperas là một loài bướm đêm thuộc phân họ Arctiinae, họ Erebidae.